# St Neots
Ne doit pas être confondu avec St Neot.
St Neots est une ville et une paroisse civile du Cambridgeshire, en Angleterre. Elle est située sur la Great Ouse, à 80 km au nord de Londres. Administrativement, elle relève du district du Huntingdonshire. Avec une population d'environ 40 000 habitants, elle constitue la troisième agglomération urbaine du comté, derrière les cités de Cambridge et Peterborough.

## Personnalités liées à la ville
- John Bellingham (1769-1812), l'assassin du Premier ministre britannique Spencer Perceval, y est né ;
- Richard de Bienfaite (avant 1035 – 1087/1090), important baron anglo-normand, probable compagnon de Guillaume le Conquérant dont il était l'un des conseillers, y est inhumé ;
- Guy Butler (1899-1981), athlète britannique spécialiste du 400 mètres, y est mort ;
- Jacob Hennessy (1996-), coureur cycliste, y est né.

## Jumelage
- Faches-Thumesnil (France) depuis 1990[1]